# Франческо Коко
Франческо Коко (італ. Francesco Coco, нар. 8 січня 1977, Патерно) — італійський футболіст, захисник.
Насамперед відомий виступами за «Мілан» та національну збірну Італії.
Дворазовий чемпіон Італії. Володар Кубка Італії.

## Клубна кар'єра
Вихованець футбольної школи клубу «Мілан». Дорослу футбольну кар'єру розпочав 1995 року в основній команді того ж клубу, в якій провів з перервами п'ять сезонів, виборовши у складі «россонері» два титули чемпіона Італії. Виступи за «Мілан» переривалися періодами оренди — сезон 1997–98 провів у «Віченці», а сезон 1999–00 відіграв у складі команди «Торіно».
2001 року, ще як гравець «Мілана», переїхав до Іспанії, де також на орендних умовах провів сезон у складі «Барселони».
У 2002 році повернувся до Італії, уклавши контракт з іншим міланським клубом, «Інтернаціонале». У складі «нераззуррі» не зміг стати стабільним гравцем основного складу, провів за три сезони у складі команди лише 26 матчів у чемпіонаті.
В сезон 2005–06 захищав на умовах оренди кольори клубу «Ліворно».
Завершив професійну ігрову кар'єру у клубі «Торіно», у складі якого вже виступав раніше. Прийшов до команди на умовах оренди з «Інтернаціонале» на початку 2007 року, провів у її складі три гри, після чого вирішив завершити кар'єри.

## Виступи за збірні
1994 року дебютував у складі юнацької збірної Італії, взяв участь у 6 іграх на юнацькому рівні.
Протягом 1995—2000 років залучався до складу молодіжної збірної Італії. На молодіжному рівні зіграв у 20 офіційних матчах, забив 1 гол.
2000 року дебютував в офіційних матчах у складі національної збірної Італії. Протягом кар'єри у національній команді, яка тривала усього 3 роки, провів у формі головної команди країни 17 матчів.
У складі збірної був учасником чемпіонату світу 2002 року в Японії і Південній Кореї.

## Статистика виступів

### Статистика клубних виступів
| Сезон              | Команда            | Чемпіонат          | Чемпіонат | Чемпіонат | Кубок Італії | Кубок Італії | Кубок Італії | Єврокубки | Єврокубки | Єврокубки | Інші змагання | Інші змагання | Інші змагання | Усього | Усього |
| Сезон              | Команда            | Ліга               | Ігор      | Голів     | Ліга         | Ігор         | Голів        | Ліга      | Ігор      | Голів     | Ліга          | Ігор          | Голів         | Ігор   | Голів  |
| ------------------ | ------------------ | ------------------ | --------- | --------- | ------------ | ------------ | ------------ | --------- | --------- | --------- | ------------- | ------------- | ------------- | ------ | ------ |
| 1995–96            | «Мілан»            | A                  | 5         | 0         | КІ           | 4            | 1            | КУЄФА     | 1         | 0         | -             | -             | -             | 10     | 1      |
| 1996–97            | «Мілан»            | A                  | 14        | 0         | КІ           | 3            | 0            | ЛЧ        | 1         | 0         | СІ            | 0             | 0             | 18     | 0      |
| 1997–98            | «Віченца»          | A                  | 20        | 0         | КІ           | 2            | 0            | КВК       | 4         | 0         | -             | -             | -             | 26     | 0      |
| 1998–99            | «Мілан»            | A                  | 6         | 0         | КІ           | -            | -            | -         | -         | -         | -             | -             | -             | 6      | 0      |
| 1999–00            | «Торіно»           | A                  | 21        | 0         | КІ           | 1            | 0            | -         | -         | -         | -             | -             | -             | 22     | 0      |
| 2000–01            | «Мілан»            | A                  | 30        | 2         | КІ           | 3            | 0            | ЛЧ        | 11        | 2         | -             | -             | -             | 44     | 4      |
| 2001–02            | «Мілан»            | A                  | 1         | 0         | -            | -            | -            | -         | -         | -         | -             | -             | -             | 1      | 0      |
| Усього за «Мілан»  | Усього за «Мілан»  | Усього за «Мілан»  | 56        | 2         |              | 10           | 1            |           | 13        | 2         |               | -             | -             | 79     | 5      |
| 2001–02            | «Барселона»        | ПД                 | 23        | 0         | КІ           | -            | -            | ЛЧ        | 10        | 0         | -             | -             | -             | 33     | 0      |
| 2002–03            | «Інтернаціонале»   | A                  | 20        | 0         | КІ           | -            | -            | ЛЧ        | 11        | 0         | -             | -             | -             | 31     | 0      |
| 2003–04            | «Інтернаціонале»   | A                  | 3         | 0         | КІ           | -            | -            | ЛЧ        | 1         | 0         | -             | -             | -             | 4      | 0      |
| 2004–05            | «Інтернаціонале»   | A                  | 3         | 0         | КІ           | 3            | 0            | ЛЧ        | -         | -         | -             | -             | -             | 6      | 0      |
| 2005–06            | «Ліворно»          | A                  | 28        | 0         | -            | -            | -            | -         | -         | -         | -             | -             | -             | 28     | 0      |
| 2006–07            | «Інтернаціонале»   | A                  | -         | -         | КІ           | -            | -            | ЛЧ        | -         | -         | СІ            | 0             | 0             | 0      | 0      |
| Усього за «Інтер»  | Усього за «Інтер»  | Усього за «Інтер»  | 26        | 0         |              | 3            | 0            |           | 12        | 0         |               | -             | -             | 41     | 0      |
| січ. 2007          | «Торіно»           | A                  | 3         | 0         | -            | -            | -            | -         | -         | -         | -             | -             | -             | 3      | 0      |
| Усього за «Торіно» | Усього за «Торіно» | Усього за «Торіно» | 24        | 0         |              | 1            | 0            |           | -         | -         |               | -             | -             | 25     | 0      |
| Усього за кар'єру  | Усього за кар'єру  | Усього за кар'єру  | 177       | 2         |              | 16           | 1            |           | 39        | 2         |               | -             | -             | 232    | 5      |

## Титули і досягнення
- Чемпіон Італії (2):

«Мілан»: 1995–96, 1998–99
- Володар Кубка Італії (1):

«Інтернаціонале»: 2004–05
- Переможець Середземноморських ігор: 1997
- Чемпіон Європи (U-21) (1):

Італія (U-21): 2000